# 瑜伽母怛特羅
瑜伽母怛特羅，是一部16世紀或17世紀的印度教密宗文本，作者是來自阿薩姆或科奇比哈爾的梅奇族無名氏女人，內容是關於時母和卡摩加耶女神的祟拜。
除了宗教和哲學主題外，還包含一些歷史資訊。